# فهرست ترانه‌های ضبط‌شده توسط سابرینا کارپنتر

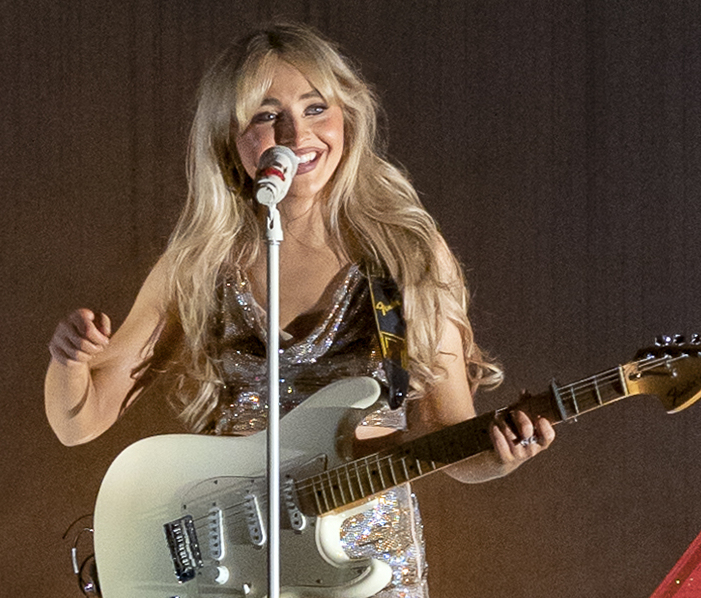
کارپنتر در سال ۲۰۲۲

حرفهٔ ضبط موسیقی خواننده آمریکایی سابرینا کارپنتر، از سن ۱۰ سالگی شروع شد، زمانی که شروع به پست کردن کاور ترانه‌ها در یوتیوب کرد. او پس از اینکه در برنامه‌ها و فیلم‌های مختلف شبکه دیزنی شناخته شد، در سال ۲۰۱۴ کار خوانندگی انفرادی خودش را آغاز کرد. با امضای قرارداد با ناشر دیزنی به نام هالیوود رکوردز، نخستین تک‌آهنگش به نام «نمی‌تونی دختری رو به خاطر تلاشش سرزنش کنی» را منتشر کرد که در اولین آلبوم چندآهنگه‌اش با همین نام قرار داشت. سپس آلبوم‌های چشم‌ها کاملاً باز (۲۰۱۵)، تکامل (۲۰۱۶)، منحصربه‌فرد: پرده یکم (۲۰۱۸) و منحصربه‌فرد: پرده دوم (۲۰۱۹) را منتشر کرد و بعد به آیلند رکوردز پیوست و آلبوم‌های ایمیل‌هایی که نمی‌توانم بفرستم (۲۰۲۲) و مختصر و مفید (۲۰۲۴) را عرضه کرد.

## ترانه‌ها

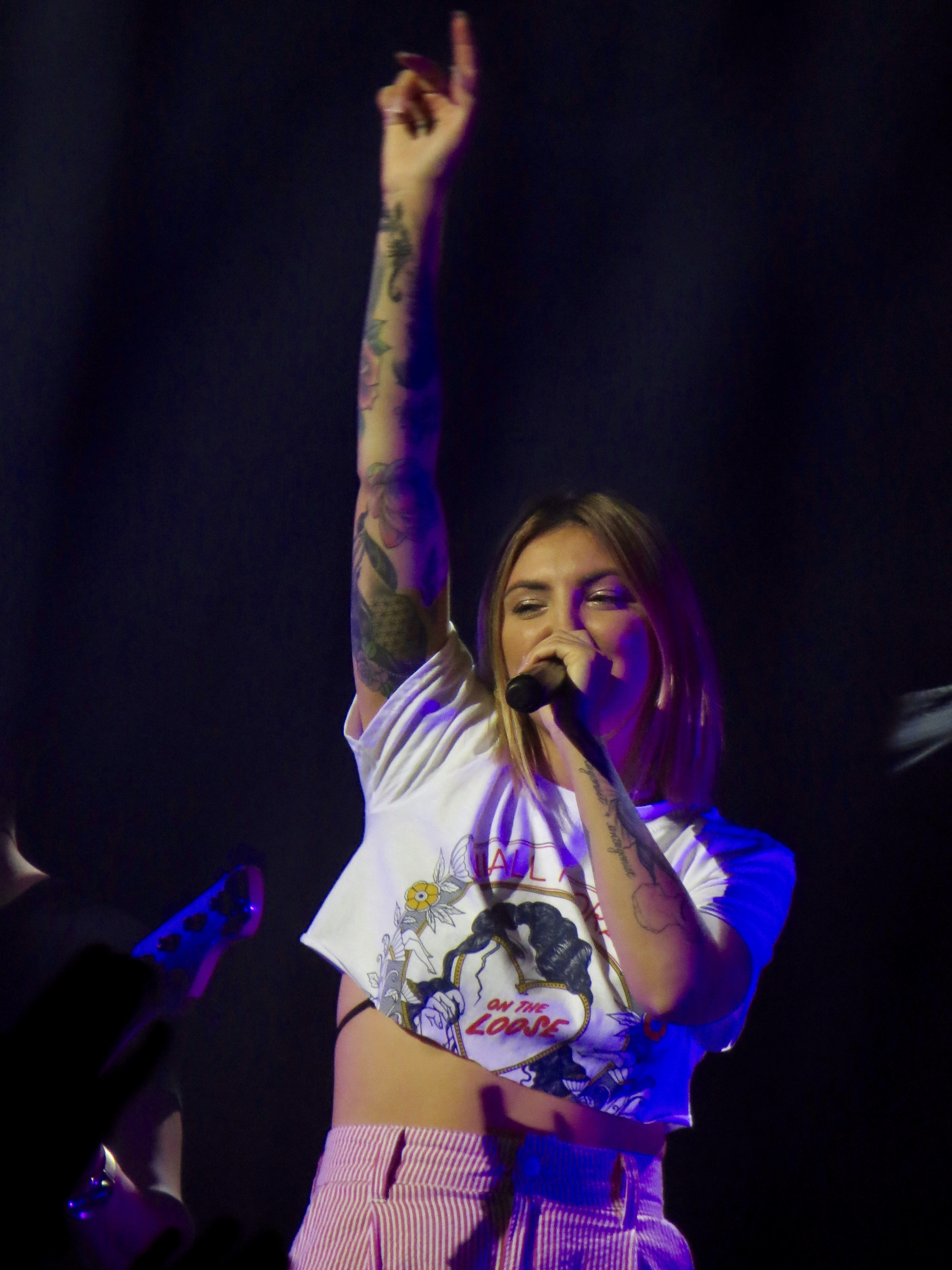
جولیا مایکلز تعدادی از ترانه‌های کارپنتر را به‌طور مشترک نوشته است.

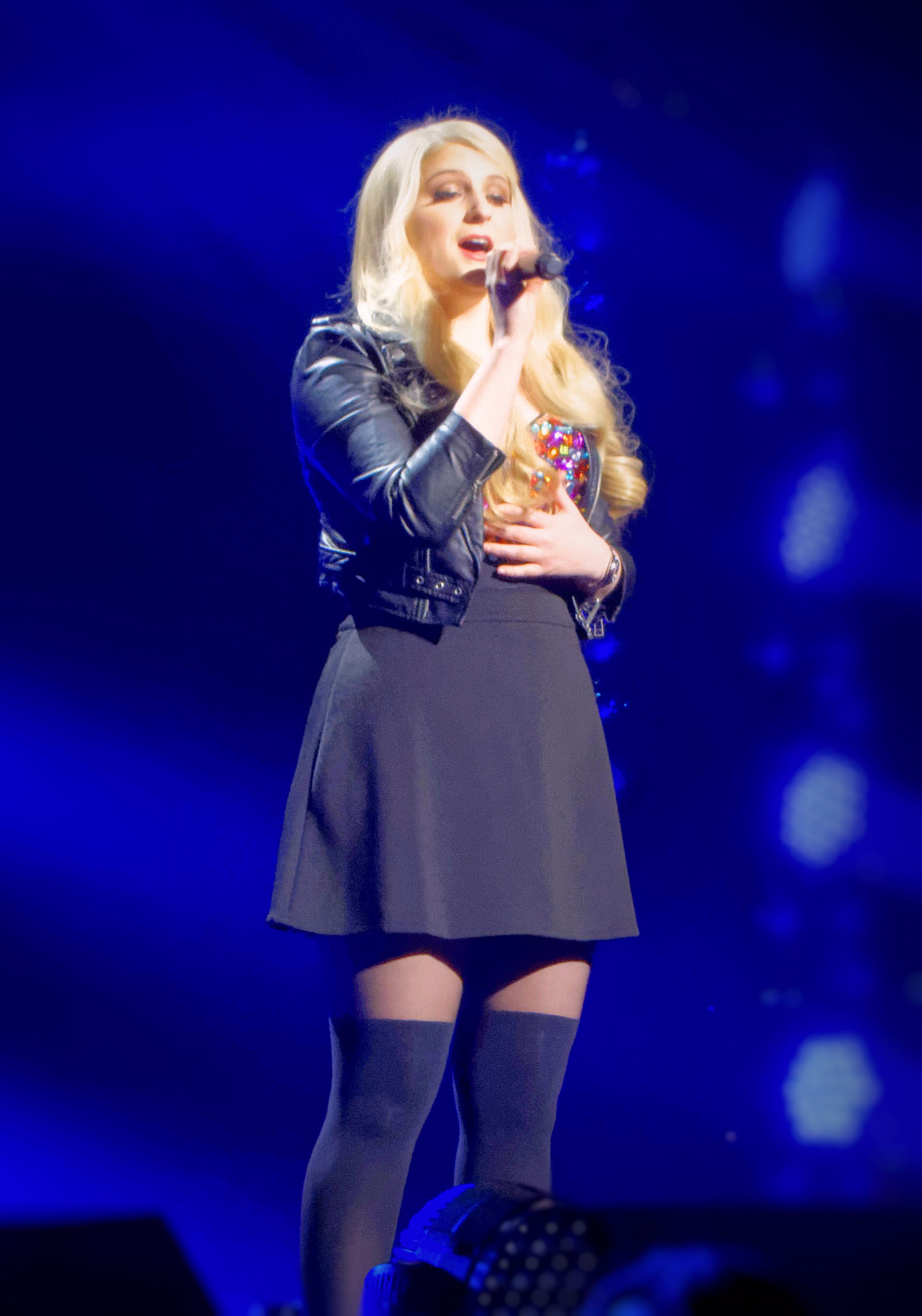
مگان ترینر دو تا از ترانه‌های کارپنتر را به‌طور مشترک نوشته است.

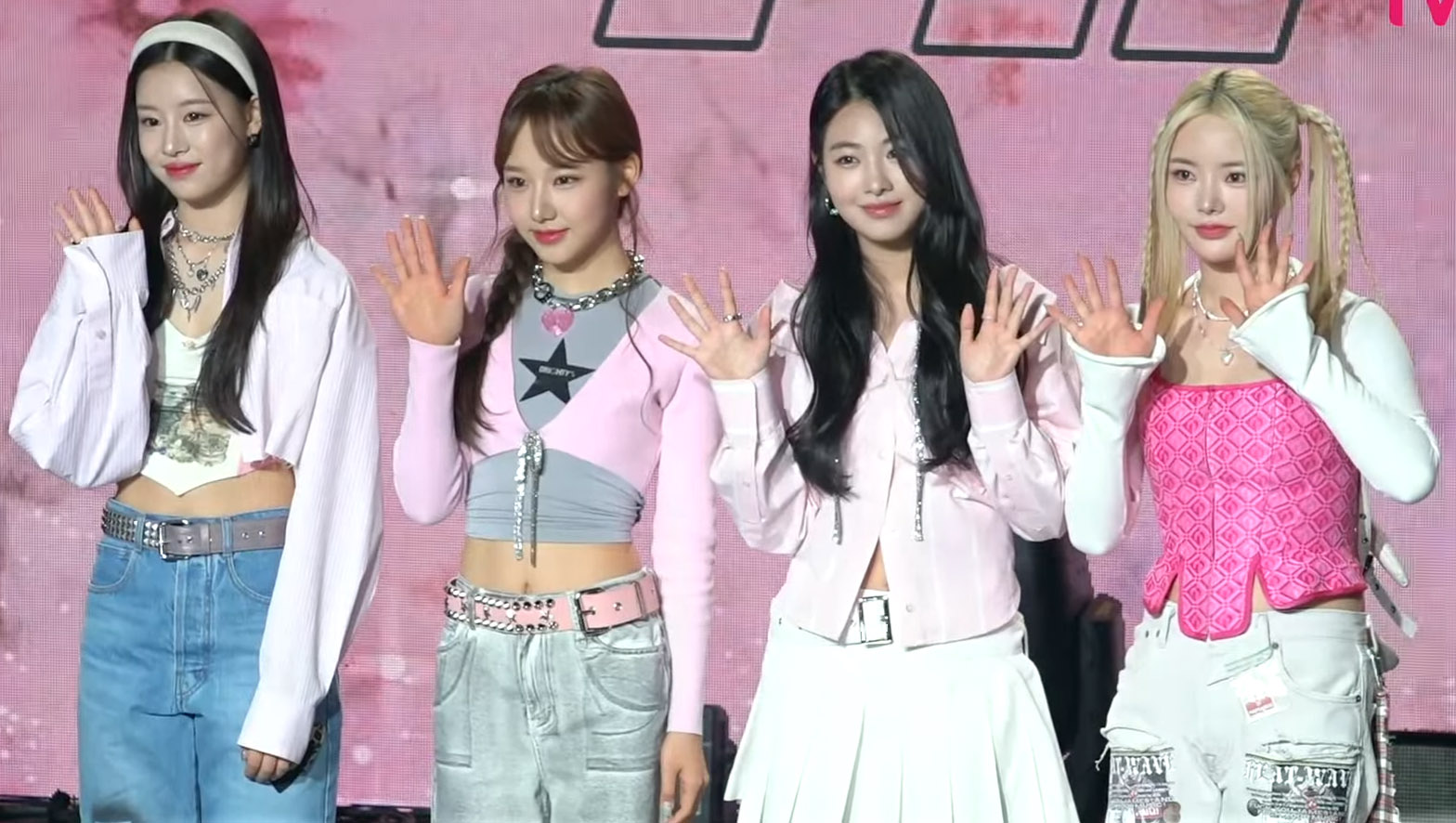
فیفتی فیفتی و کارپنتر در ریمیکس ترانهٔ «کوپید (ورژن تویین)» همکاری کردند.

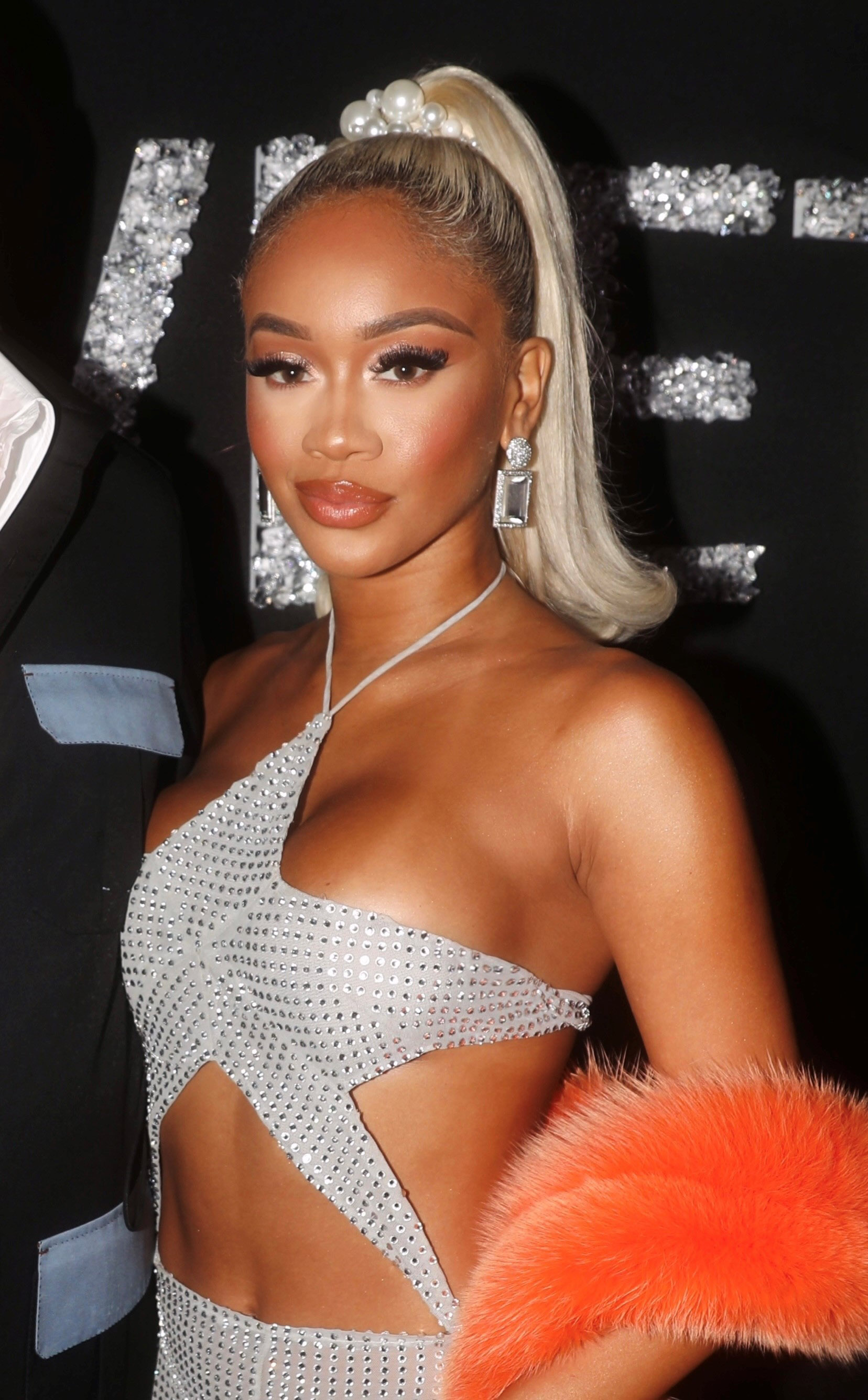
سوئیتی در ترانهٔ «نمی‌تونم خودمو متوقف کنم» حضور دارد.

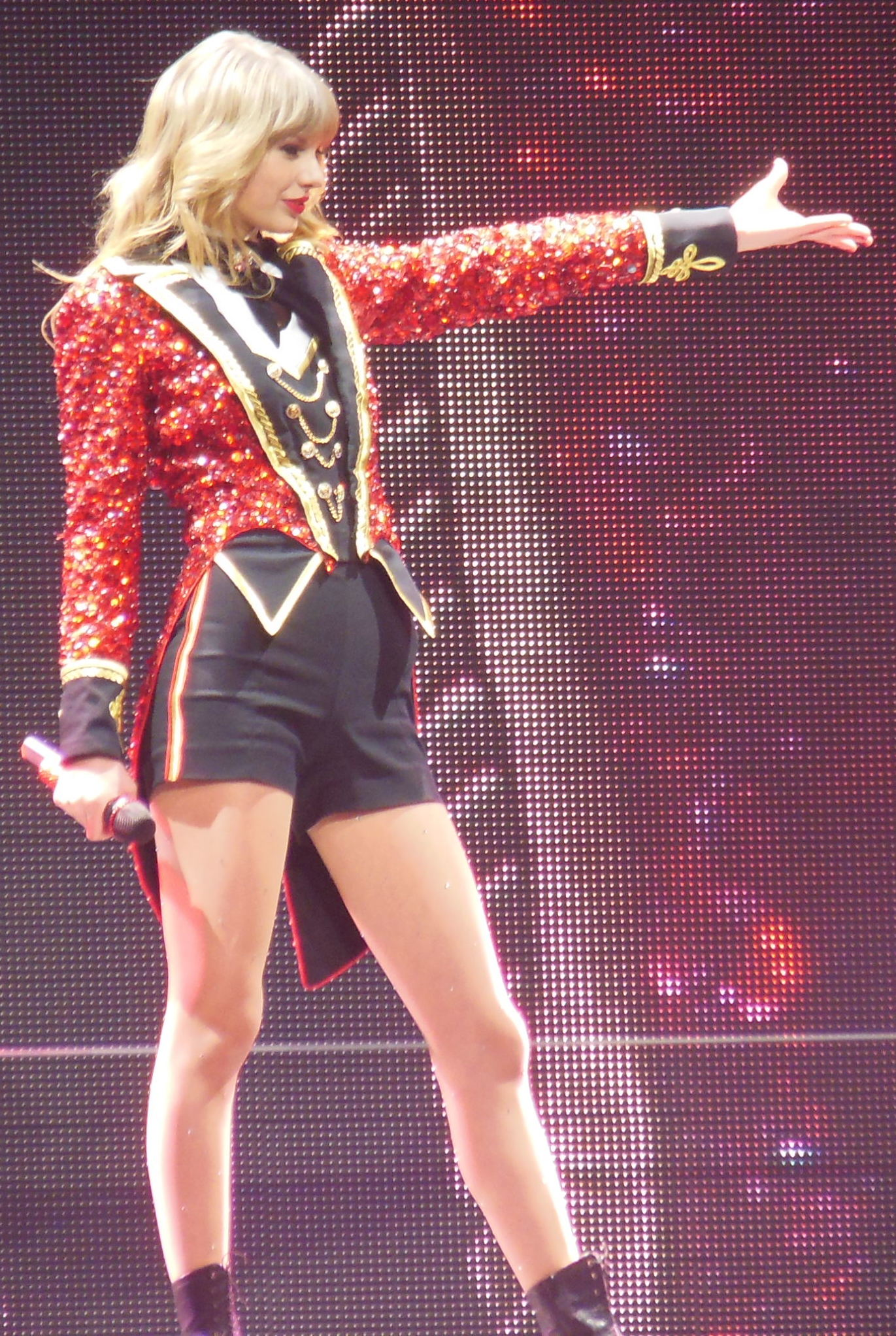
کارپنتر ترانهٔ «می‌دونستم شر میشی» از تیلور سوئیفت را کاور کرد.

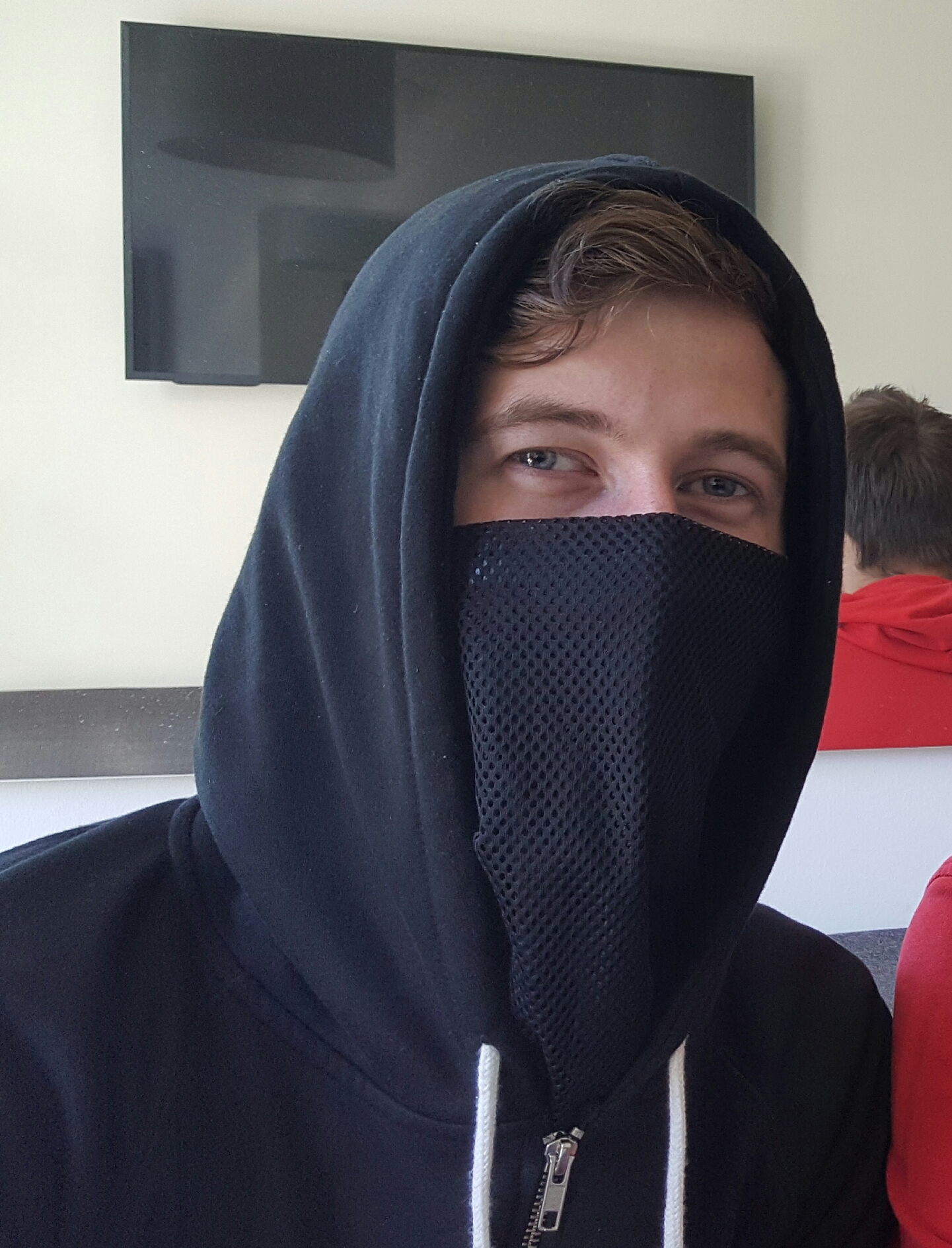
آلن واکر و کارپنتر در ترانهٔ «در راه من» همکاری کردند.

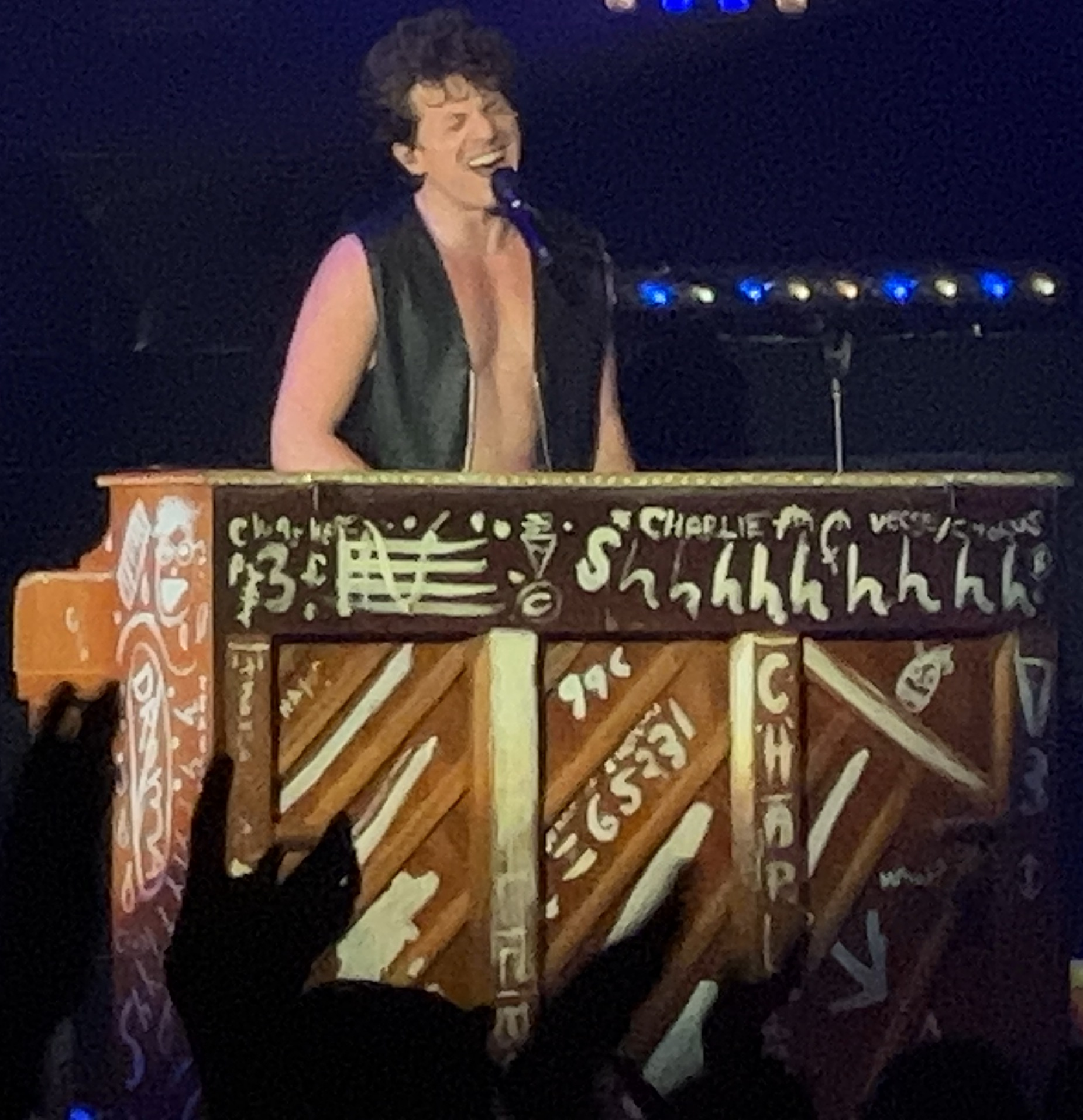
کارپنتر در ریمیکس ترانهٔ «اینطوری نمی‌شه» که توسط چارلی پوث نوشته شده، حضور دارد.

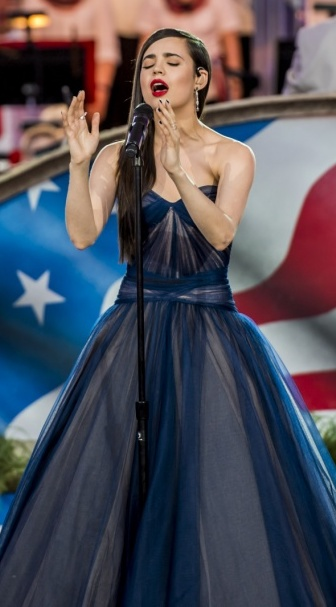
کارپنتر و سوفیا کارسون ترانهٔ «وایلدساید» را منتشر کردند.

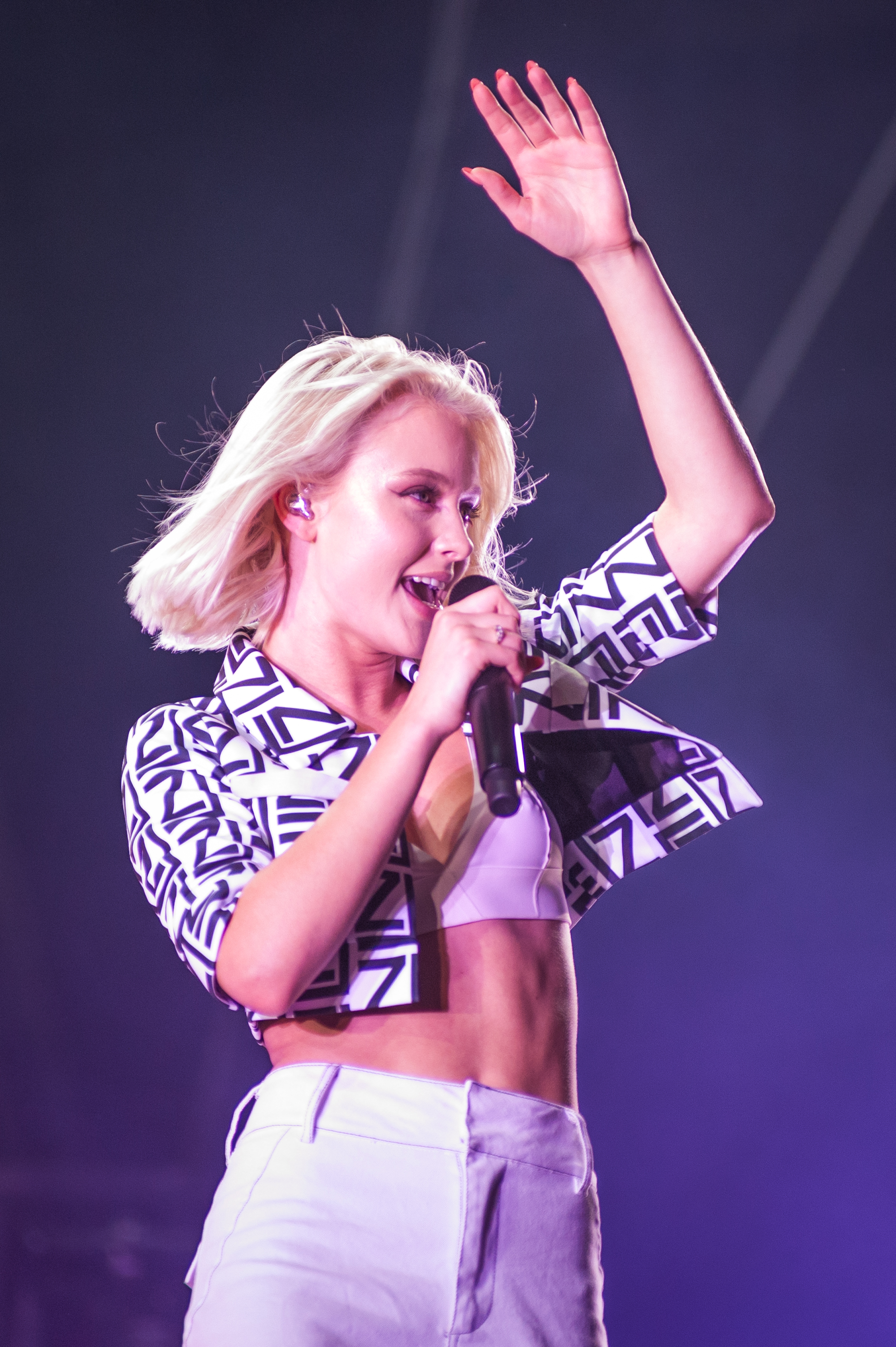
زارا لارسن در ریمیکس آهنگ «واو» با کارپنتر همکاری کرد.

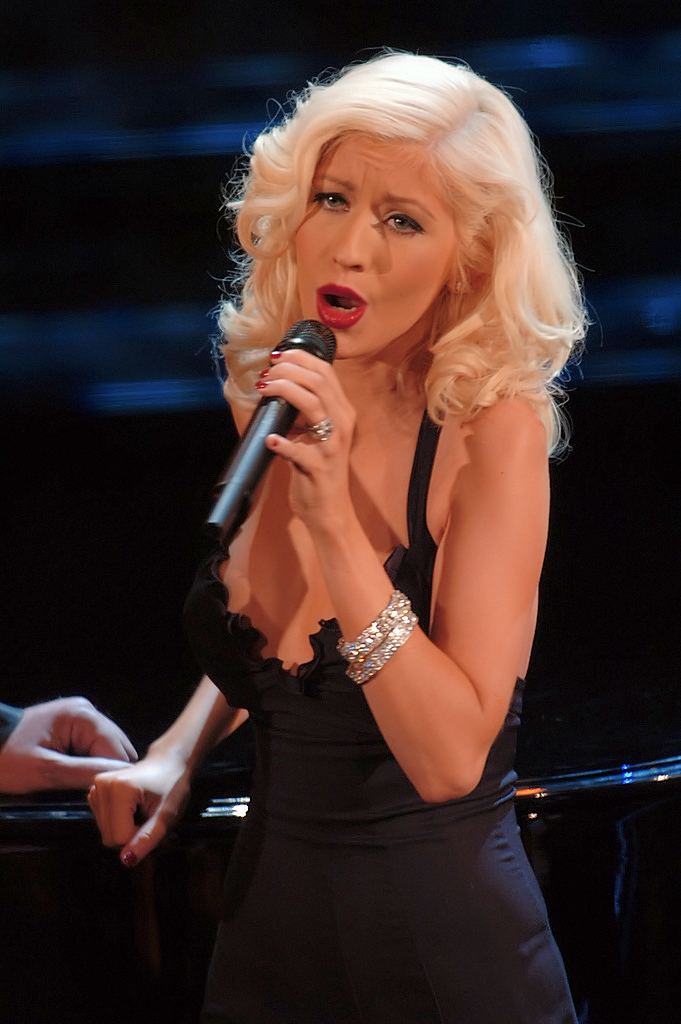
کارپنتر در سال ۲۰۲۴ ترانهٔ «آنچه یک دختر می‌خواهد» از کریستینا آگیلرا که در سال ۱۹۹۹ منتشر شده بود را با خود آگیلرا بازخوانی کرد.

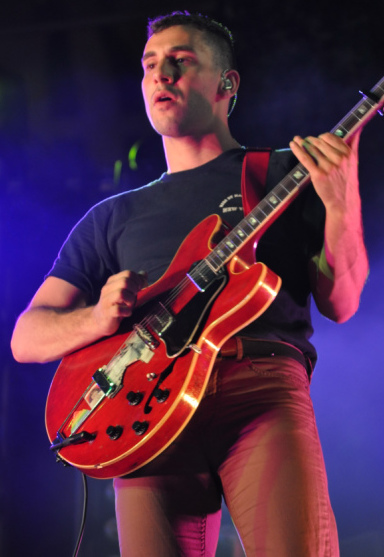
چند تا از ترانه‌های آلبوم مختصر و مفید به‌طور مشترک توسط جک آنتونوف نوشته شده‌اند.

| ترانه                                                 | آرتیست(ها)                                   | ترانه‌سرا(ها) | آلبوم(ها)                                                    | سال    | منابع         |
| ----------------------------------------------------- | -------------------------------------------- | --- | ------------------------------------------------------------ | ------ | ------------- |
| «رویا آرزویی است که قلب تو می‌سازد/پس این عشقه» (کاور) | سابرینا کارپنتر                              | مایک دیوید ای‌ال هافمن جری لیوینگستون | —                                                            | ۲۰۱۶   | [ ۳ ]         |
| «تمام چیزی که داریم عشق است»                          | سابرینا کارپنتر                              | سابرینا کارپنتر افشین سلمانی جاش کامبی | تکامل                                                        | ۲۰۱۶   | [ ۴ ]         |
| «بیگانه»                                              | جوناس بلو و سابرینا کارپنتر                  | جوناس بلو سابرینا کارپنتر جینی بلو | بلو (نسخه ژاپنی) و منحصربه‌فرد: پرده یکم (نسخه ژاپنی)         | ۲۰۱۶   | [ ۵ ]         |
| «تقریباً عشق»                                          | سابرینا کارپنتر                              | سابرینا کارپنتر استف جونز نیت کامپنی میکل اریکسن | منحصربه‌فرد: پرده یکم                                         | ۲۰۱۸   | [ ۶ ]         |
| «Already Over»                                        | سابرینا کارپنتر                              | سابرینا کارپنتر جولیا مایکلز | ایمیل‌هایی که نمی‌توانم بفرستم                                 | ۲۰۲۲   | [ ۷ ]         |
| «یک کریسمس مزخرف»                                     | سابرینا کارپنتر                              | سابرینا کارپنتر جولیان بونتا استف جونز | کیک میوه‌ای                                                   | ۲۰۲۲   | [ ۸ ]         |
| "Bad for Business"                                    | سابرینا کارپنتر                              | سابرینا کارپنتر استف جونز | ایمیل‌هایی که نمی‌توانم بفرستم                                 | ۲۰۲۲   | [ ۷ ]         |
| «زمان بد»                                             | سابرینا کارپنتر                              | سابرینا کارپنتر Oscar Görres جولیا کارلسون | منحصربه‌فرد: پرده یکم                                         | ۲۰۱۸   | [ ۶ ]         |
| «چون یه پسری رو دوست داشتم»                           | سابرینا کارپنتر                              | سابرینا کارپنتر جولیا مایکلز | ایمیل‌هایی که نمی‌توانم بفرستم                                 | ۲۰۲۲   | [ ۷ ]         |
| «شیمی تخت»                                            | سابرینا کارپنتر                              | سابرینا کارپنتر ایمی آلن جولیا مایکلز جان رایان ایان کرک‌پاتریک | مختصر و مفید                                                 | ۲۰۲۴   | [ ۹ ]         |
| «Best Thing I Got»                                    | سابرینا کارپنتر                              | جان گوردون جولی فراست | نمی‌تونی دختری رو به خاطر تلاشش سرزنش کنی و چشم‌ها کاملاً باز   | ۲۰۱۴   | [ ۱۰ ] [ ۱۱ ] |
| «Bet U Wanna»                                         | سابرینا کارپنتر                              | سابرینا کارپنتر استف جونز | ایمیل‌هایی که نمی‌توانم بفرستم                                 | ۲۰۲۲   | [ ۷ ]         |
| «Blueberries»                                         | سابرینا کارپنتر                              | سابرینا کارپنتر Zach Sobiech | ابرها                                                        | ۲۰۲۰   | [ ۱۲ ]        |
| «Buy Me Presents»                                     | سابرینا کارپنتر                              | سابرینا کارپنتر استف جونز جان رایان | کیک میوه‌ای                                                   | ۲۰۲۳   | [ ۸ ]         |
| «نمی‌تونی دختری رو به خاطر تلاشش سرزنش کنی»            | سابرینا کارپنتر                              | مگان ترینر ای‌ال اندرسون Chris Gelbuda | نمی‌تونی دختری رو به خاطر تلاشش سرزنش کنی و چشم‌ها کاملاً باز   | ۲۰۱۴   | [ ۱۰ ] [ ۱۱ ] |
| «Cindy Lou Who»                                       | سابرینا کارپنتر                              | سابرینا کارپنتر جان رایان ایمی آلن | کیک میوه‌ای                                                   | ۲۰۲۳   | [ ۸ ]         |
| «ابرها»                                               | فین آرگوس و سابرینا کارپنتر                  | Zach Sobiech | ابرها                                                        | ۲۰۲۰   | [ ۱۲ ]        |
| «Coincidence»                                         | سابرینا کارپنتر                              | سابرینا کارپنتر ایمی آلن جولیا مایکلز جان رایان ایان کرک‌پاتریک | مختصر و مفید                                                 | ۲۰۲۴   | [ ۹ ]         |
| «کوپید (ورژن تویین)» (ریمیکس)                         | فیفتی فیفتی و سابرینا کارپنتر                | Adam von Mentzer Mac Felländer-Tsai Louise Udin Siahn Ahin Keena | The Beginning                                                | ۲۰۲۳   | [ ۱۳ ]        |
| "Darling I'm a Mess"                                  | سابرینا کارپنتر                              | مگان ترینر لیلی هرینگتون | چشم‌ها کاملاً باز                                              | ۲۰۱۵   | [ ۱۱ ]        |
| «Decode»                                              | سابرینا کارپنتر                              | سابرینا کارپنتر جولیا مایکلز | ایمیل‌هایی که نمی‌توانم بفرستم                                 | ۲۰۲۲   | [ ۷ ]         |
| «Diamonds Are Forever»                                | سابرینا کارپنتر                              | سابرینا کارپنتر جان کارلسون Ross Golan Dallas Davidson | منحصربه‌فرد: پرده یکم                                         | ۲۰۱۸   | [ ۶ ]         |
| "Don't Smile"                                         | سابرینا کارپنتر                              | سابرینا کارپنتر ایمی آلن استف جونز جان رایان جولیان بونتا | مختصر و مفید                                                 | ۲۰۲۴   | [ ۹ ]         |
| «Don't Want It Back»                                  | سابرینا کارپنتر                              | سابرینا کارپنتر استف جونز Rob Persaud | تکامل                                                        | ۲۰۱۶   | [ ۴ ]         |
| «Dumb & Poetic»                                       | سابرینا کارپنتر                              | سابرینا کارپنتر ایمی آلن جولیا مایکلز جان رایان | مختصر و مفید                                                 | ۲۰۲۴   | [ ۹ ]         |
| «ایمیل‌هایی که نمی‌توانم بفرستم»                        | سابرینا کارپنتر                              | سابرینا کارپنتر | ایمیل‌هایی که نمی‌توانم بفرستم                                 | ۲۰۲۲   | [ ۷ ]         |
| «اسپرسو»                                              | سابرینا کارپنتر                              | سابرینا کارپنتر ایمی آلن جولیان بونتا استف جونز | مختصر و مفید                                                 | ۲۰۲۴   | [ ۱۴ ]        |
| «بازدم»                                               | سابرینا کارپنتر                              | سابرینا کارپنتر جان کارلسون Ross Golan | منحصربه‌فرد: پرده دوم                                         | ۲۰۱۹   | [ ۱۵ ]        |
| «چشم‌ها کاملاً باز»                                     | سابرینا کارپنتر                              | Jerrod Bettis Audra Mae Meghan Kabir | چشم‌ها کاملاً باز                                              | ۲۰۱۵   | [ ۱۱ ]        |
| «زمان‌های سریع»                                        | سابرینا کارپنتر                              | سابرینا کارپنتر جولیا مایکلز | ایمیل‌هایی که نمی‌توانم بفرستم                                 | ۲۰۲۲   | [ ۷ ]         |
| «پَر»                                                  | سابرینا کارپنتر                              | سابرینا کارپنتر ایمی آلن | ایمیل‌هایی که نمی‌توانم بفرستم اف‌دابلیودی:                     | ۲۰۲۳   | [ ۱۶ ]        |
| "Feels Like Loneliness"                               | سابرینا کارپنتر                              | سابرینا کارپنتر Ido Zmishlany | تکامل                                                        | ۲۰۱۶   | [ ۴ ]         |
| «اولین عشق»                                           | لاست کینگز با همکاری سابرینا کارپنتر         | Albin Nedler Brittany Amaradio Kristoffer Fogelmark نیک شان‌هولتز رامی یعقوب رابرت آبیسی                                                                                         | ما لاست کینگز هستیم (ژاپن ئی‌پی)                              | ۲۰۱۷   | [ ۱۷ ]        |
| «Fix Me Up»                                           | فین آرگوس و سابرینا کارپنتر                  | Samantha Brown Zach Sobiech | ابرها                                                        | ۲۰۲۰   | [ ۱۲ ]        |
| «دل منو به دست بیار»                                  | سابرینا کارپنتر                              | سابرینا کارپنتر ایمی آلن جولیا مایکلز جان رایان جولیان بونتا | مختصر و مفید                                                 | ۲۰۲۴   | [ ۹ ]         |
| «دست‌ها»                                               | مایک پری به همراه ومپس و سابرینا کارپنتر     | Connor Ball Tristan Evans جیمز مک‌وی برد سیمپسون Sam Preston Rick Parkhouse George Tizzard Rachel Furner مایک پری Dimitri Vangelis Andreas Wiman                                 | شب و روز                                                     | ۲۰۱۷   | [ ۱۸ ]        |
| «تمام شدن ماه عسل»                                    | سابرینا کارپنتر                              | سابرینا کارپنتر Akil King Bianca Atterberry Daoud Anthony Anthony M. Jones | —                                                            | ۲۰۲۰   | [ ۱۹ ]        |
| «Hold Tight»                                          | سابرینا کارپنتر featuring Uhmeer             | سابرینا کارپنتر Mike Sabath Brett McLaughlin | منحصربه‌فرد: پرده یکم                                         | ۲۰۱۸   | [ ۶ ]         |
| «How Many Things»                                     | سابرینا کارپنتر                              | سابرینا کارپنتر | ایمیل‌هایی که نمی‌توانم بفرستم                                 | ۲۰۲۲   | [ ۷ ]         |
| «How To Go To Confession»                             | سابرینا کارپنتر                              | سابرینا کارپنتر Zach Sobiech | ابرها                                                        | ۲۰۲۰   | [ ۱۲ ]        |
| «نمی‌تونم خودمو متوقف کنم»                             | سابرینا کارپنتر با همکاری سوئیتی             | سابرینا کارپنتر Brett McLaughlin میکل اریکسن سوئیتی Gino Borri | منحصربه‌فرد: پرده دوم                                         | ۲۰۱۹   | [ ۱۵ ]        |
| «می‌دونستم شر میشی» (کاور)                             | سابرینا کارپنتر                              | تیلور سوئیفت مکس مارتین شلبک | تک‌آهنگ‌های اسپاتیفای                                          | ۲۰۲۳   | [ ۲۰ ]        |
| «چیزی که دنبالشم هنوز پیدا نکرده‌ام» (کاور)            | پیتر هالنز با همکاری سابرینا کارپنتر         | دیوید ایوانز پاول هیوسن آدام کلیتون لری مولن جونیور | پیتر هالنز                                                   | ۲۰۱۴   | [ ۲۱ ]        |
| «دارم وانمود می‌کنم»                                   | سابرینا کارپنتر                              | سابرینا کارپنتر Katie Pearlman Jackson Morgan Andrés Torres Mauricio Rengifo | منحصربه‌فرد: پرده دوم                                         | ۲۰۱۹   | [ ۱۵ ]        |
| «در تخت من»                                           | سابرینا کارپنتر                              | سابرینا کارپنتر استف جونز Mike Sabath | منحصربه‌فرد: پرده دوم                                         | ۲۰۱۹   | [ ۱۵ ]        |
| «Is It New Years Yet?»                                | سابرینا کارپنتر                              | سابرینا کارپنتر جان رایان ایمی آلن | کیک میوه‌ای                                                   | ۲۰۲۳   | [ ۸ ]         |
| «جونو»                                                | سابرینا کارپنتر                              | سابرینا کارپنتر ایمی آلن جان رایان | مختصر و مفید                                                 | ۲۰۲۴   | [ ۹ ]         |
| "Let Me Move You"                                     | سابرینا کارپنتر                              | سابرینا کارپنتر Mikkel Storleer Eriksen استف جونز Tor Erik Hermansen | Work It                                                      | ۲۰۲۰   | [ ۲۲ ]        |
| «Lie for Love»                                        | سابرینا کارپنتر                              | Brett McLaughlin Bram Inscore | سیرا برگس یک بازنده است                                      | ۲۰۱۸   | [ ۲۳ ] [ ۲۴ ] |
| «Lie to Girls»                                        | سابرینا کارپنتر                              | سابرینا کارپنتر ایمی آلن جک آنتونوف | مختصر و مفید                                                 | ۲۰۲۴   | [ ۹ ]         |
| «Lonesome»                                            | سابرینا کارپنتر                              | سابرینا کارپنتر Skyler Stonestreet | ایمیل‌هایی که نمی‌توانم بفرستم اف‌دابلیودی:                     | ۲۰۲۳   | [ ۱۶ ]        |
| «Looking At Me»                                       | سابرینا کارپنتر                              | سابرینا کارپنتر جان کارلسون James Alan Ghaleb | منحصربه‌فرد: پرده دوم                                         | ۲۰۱۹   | [ ۱۵ ]        |
| "Mirage"                                              | سابرینا کارپنتر                              | سابرینا کارپنتر Nick Bailey Jeff Halavacs Ryan Ogren | تکامل                                                        | ۲۰۱۶   | [ ۴ ]         |
| «مونا لیزا»                                           | سابرینا کارپنتر                              | سابرینا کارپنتر James Abrahart Nate Campany Jordan Johnson Stefan Johnson Marcus Lomax Oliver Peterhof                                                                          | منحصربه‌فرد: پرده یکم                                         | ۲۰۱۸   | [ ۶ ]         |
| "Needless to Say"                                     | سابرینا کارپنتر                              | سابرینا کارپنتر ایمی آلن جان رایان ایان کرک‌پاتریک | مختصر و مفید (نسخه محدود)                                    | ۲۰۲۴   | [ ۹ ]         |
| «مزخرف»                                               | سابرینا کارپنتر                              | سابرینا کارپنتر استف جونز | ایمیل‌هایی که نمی‌توانم بفرستم                                 | ۲۰۲۲   | [ ۷ ]         |
| «No Words»                                            | سابرینا کارپنتر                              | سابرینا کارپنتر Ido Zmishlany | تکامل                                                        | ۲۰۱۶   | [ ۴ ]         |
| «در راه من»                                           | آلن واکر به همراه سابرینا کارپنتر و فاروکو   | سابرینا کارپنتر جولیا کارلسون Gunnar Greve Franklin Jovani Martinez Marcos G. Pérez Fredrik Borch Olsen Jesper Borgen فاروکو آلن واکر Øyvind Sauvik Anders Frøen Anton Rundberg | دنیای واکر                                                   | ۲۰۱۹   | [ ۲۵ ]        |
| «عمداً»                                                | سابرینا کارپنتر                              | سابرینا کارپنتر Ido Zmishlany | تکامل                                                        | ۲۰۱۶   | [ ۴ ]         |
| «Opposite»                                            | سابرینا کارپنتر                              | سابرینا کارپنتر ایمی آلن | ایمیل‌هایی که نمی‌توانم بفرستم اف‌دابلیودی:                     | ۲۰۲۳   | [ ۱۶ ]        |
| «پاریس»                                               | سابرینا کارپنتر                              | سابرینا کارپنتر Brett McLaughlin Jason Evigan | منحصربه‌فرد: پرده یکم                                         | ۲۰۱۸   | [ ۶ ]         |
| «Perfect Song»                                        | سابرینا کارپنتر                              | Olivia Noelle Nick Lang دارن کریس Matt Morales | Royalties                                                    | ۲۰۲۰   | [ ۲۶ ]        |
| «لطفاً لطفاً لطفاً»                                      | سابرینا کارپنتر                              | سابرینا کارپنتر جک آنتونوف ایمی آلن | مختصر و مفید                                                 | ۲۰۲۴   | [ ۲۷ ]        |
| «Prfct»                                               | سابرینا کارپنتر                              | سابرینا کارپنتر Rob Persaud Jenna Andrews | منحصربه‌فرد: پرده یکم                                         | ۲۰۱۸   | [ ۶ ]         |
| «در آستانه ۲۰ سالگی»                                  | سابرینا کارپنتر                              | سابرینا کارپنتر اوک فلدر پاول گای شلتون دوم | منحصربه‌فرد: پرده دوم                                         | ۲۰۱۹   | [ ۱۵ ]        |
| "Read Your Mind"                                      | سابرینا کارپنتر                              | سابرینا کارپنتر Skyler Stonestreet | ایمیل‌هایی که نمی‌توانم بفرستم                                 | ۲۰۲۲   | [ ۷ ]         |
| «Rescue Me»                                           | سابرینا کارپنتر                              | سابرینا کارپنتر Jintae Ko Tanner Underwood | ساحل جوان ۲                                                  | ۲۰۱۵   | [ ۲۸ ]        |
| «Right Now»                                           | سابرینا کارپنتر                              | سابرینا کارپنتر Jordan Higgins Lindsay Rush | چشم‌ها کاملاً باز                                              | ۲۰۱۵   | [ ۱۱ ]        |
| «Run and Hide»                                        | سابرینا کارپنتر                              | سابرینا کارپنتر Jimmy Robbins | تکامل                                                        | ۲۰۱۶   | [ ۴ ]         |
| "Santa Doesn't Know You Like I Do"                    | سابرینا کارپنتر                              | سابرینا کارپنتر جولیان بونتا ایمی آلن | کیک میوه‌ای                                                   | ۲۰۲۳   | [ ۸ ]         |
| «Seamless»                                            | سابرینا کارپنتر                              | سابرینا کارپنتر Jon Levine Chelsea Lena | چشم‌ها کاملاً باز                                              | ۲۰۱۵   | [ ۱۱ ]        |
| «سایه‌ها»                                              | سابرینا کارپنتر                              | سابرینا کارپنتر استف جونز Rob Persaud | تکامل                                                        | ۲۰۱۶   | [ ۴ ]         |
| «Sharpest Tool»                                       | سابرینا کارپنتر                              | سابرینا کارپنتر ایمی آلن جک آنتونوف | مختصر و مفید                                                 | ۲۰۲۴   | [ ۹ ]         |
| «نشانه زمان» (کاور)                                   | جزمین تامسون و سابرینا کارپنتر               | هری استایلز جف بسکر تایلر جانسون Ryan Nasci Mitch Rowland آلکس سالیبیان | —                                                            | ۲۰۱۷   | [ ۲۹ ]        |
| «پوست»                                                | سابرینا کارپنتر                              | سابرینا کارپنتر Tia Scola Ryan McMahon | —                                                            | ۲۰۲۱   | [ ۳۰ ]        |
| «اسکینی دیپینگ»                                       | سابرینا کارپنتر                              | سابرینا کارپنتر جولیا مایکلز | ایمیل‌هایی که نمی‌توانم بفرستم                                 | ۲۰۲۱   | [ ۷ ]         |
| «اسلیم پیکینز»                                        | سابرینا کارپنتر                              | سابرینا کارپنتر ایمی آلن جک آنتونوف | مختصر و مفید                                                 | ۲۰۲۴   | [ ۹ ]         |
| «لبخند»                                               | سابرینا کارپنتر                              | Adrian Newman Tiffany Fred | Disney Fairies: Faith, Trust, and Pixie Dust                 | ۲۰۱۲   | [ ۳۱ ]        |
| «دود و آتش»                                           | سابرینا کارپنتر Ido Zmishlany                | — | ۲۰۱۶                                                         | [ ۳۲ ] |               |
| «Space»                                               | سابرینا کارپنتر                              | سابرینا کارپنتر Missy Modell Daniel Kyriakides | تکامل                                                        | ۲۰۱۶   | [ ۴ ]         |
| «Stand Out»                                           | سابرینا کارپنتر                              | سابرینا کارپنتر Rune Westberg Stevie Scott | چگونه یک پسر بهتر بسازیم                                     | ۲۰۱۴   | [ ۳۳ ]        |
| «از من شکایت کن»                                      | سابرینا کارپنتر                              | سابرینا کارپنتر اوک فلدر استف جونز Trevor Brown William Zaire Simmons | منحصربه‌فرد: پرده یکم                                         | ۲۰۱۸   | [ ۶ ]         |
| "Take Off All Your Cool"                              | سابرینا کارپنتر                              | سابرینا کارپنتر اوک فلدر استف جونز Trevor Brown Zaire Koalo | منحصربه‌فرد: پرده دوم                                         | ۲۰۱۹   | [ ۱۵ ]        |
| «Take On the World»                                   | روآن بلانشارد و سابرینا کارپنتر              | Matthew Tishler Maria Christensen Shridhar Solanki | —                                                            | ۲۰۱۴   | [ ۳۴ ] [ ۳۵ ] |
| «Take You Back»                                       | سابرینا کارپنتر                              | سابرینا کارپنتر Jonas Jeberg Brett McLaughlin Chloe Angelides | منحصربه‌فرد: پرده دوم                                         | ۲۰۱۹   | [ ۱۵ ]        |
| «مزه»                                                 | سابرینا کارپنتر                              | سابرینا کارپنتر ایمی آلن جولیا مایکلز جان رایان ایان کرک‌پاتریک | مختصر و مفید                                                 | ۲۰۲۴   | [ ۹ ]         |
| «Tell Em»                                             | سابرینا کارپنتر                              | سابرینا کارپنتر Bianca Atterberry Sidney Swift Dayyon Alexander Drinkard | منحصربه‌فرد: پرده دوم                                         | ۲۰۱۹   | [ ۱۵ ]        |
| «اینطوری نمی‌شه» (ورژن سابرینا)                        | چارلی پوث به همراه دن + شی و سابرینا کارپنتر | چارلی پوث Dan Smyers جردن رینولدز | —                                                            | ۲۰۲۳   | [ ۳۶ ]        |
| «وسط شروع دوباره»                                     | سابرینا کارپنتر                              | جیم مک‌گورمان راب ولیر میشل مایر | نمی‌تونی دختری رو به خاطر تلاشش سرزنش کنی و چشم‌ها کاملاً باز   | ۲۰۱۴   | [ ۱۰ ] [ ۱۱ ] |
| «Things I Wish You Said»                              | سابرینا کارپنتر                              | سابرینا کارپنتر استف جونز | ایمیل‌هایی که نمی‌توانم بفرستم اف‌دابلیودی:                     | ۲۰۲۳   | [ ۱۶ ]        |
| «شست‌ها»                                               | سابرینا کارپنتر                              | پریسیلا رنه استیو مک | تکامل                                                        | ۲۰۱۶   | [ ۴ ]         |
| «Too Young»                                           | سابرینا کارپنتر                              | سابرینا کارپنتر Jon Ingoldsby | چشم‌ها کاملاً باز                                              | ۲۰۱۵   | [ ۱۱ ]        |
| "Tornado Warnings"                                    | سابرینا کارپنتر                              | سابرینا کارپنتر جولیا مایکلز | ایمیل‌هایی که نمی‌توانم بفرستم                                 | ۲۰۲۲   | [ ۷ ]         |
| «Tricky»                                              | شافی با همکاری سابرینا کارپنتر               | سابرینا کارپنتر جیک توری الکساندر شافلر | فلش                                                          | ۲۰۲۰   | [ ۳۷ ]        |
| «Two Young Hearts»                                    | سابرینا کارپنتر                              | Ben Berger Audra Mae Ryan McMahon | چشم‌ها کاملاً باز                                              | ۲۰۱۵   | [ ۱۱ ]        |
| «بدجنس»                                               | سابرینا کارپنتر                              | سابرینا کارپنتر ایمی آلن | ایمیل‌هایی که نمی‌توانم بفرستم                                 | ۲۰۲۲   | [ ۷ ]         |
| «ما ستاره خواهیم شد»                                  | سابرینا کارپنتر                              | Skyler Stonestreet Cameron Walker-Wright Steven Solomon | چشم‌ها کاملاً باز                                              | ۲۰۱۵   | [ ۱۱ ]        |
| «آنچه یک دختر می‌خواهد» (ورژن سالگرد اسپاتیفای)        | کریستینا آگیلرا با همکاری سابرینا کارپنتر    | Guy Roche Shelly Peiken | بیست و پنجمین سالگرد کریستینا آگیلرا (سالگرد لایو اسپاتیفای) | ۲۰۲۴   | [ ۳۸ ]        |
| «White Flag»                                          | سابرینا کارپنتر                              | Cara Salimando Scott Harris Matt Squire | نمی‌تونی دختری رو به خاطر تلاشش سرزنش کنی و چشم‌ها کاملاً باز   | ۲۰۱۴   | [ ۱۰ ] [ ۱۱ ] |
| «کریسمس سفید» (کاور)                                  | سابرینا کارپنتر                              | ایروینگ برلین | کیک میوه‌ای                                                   | ۲۰۲۳   | [ ۸ ]         |
| «چرا»                                                 | سابرینا کارپنتر                              | سابرینا کارپنتر Jonas Jeberg Brett McLaughlin | منحصربه‌فرد: پرده یکم (نسخه ژاپنی)                            | ۲۰۱۸   | [ ۳۹ ]        |
| «وایلدساید»                                           | سابرینا کارپنتر و سوفیا کارسون               | سابرینا کارپنتر Chelsea Lena Emanuel Kiriakou Evan Bogart Jens Koerkemeier | Your Favorite Songs from 100 Disney Channel Original Movies  | ۲۰۱۶   | [ ۴۰ ]        |
| «چرا» (ریمیکس)                                        | زارا لارسن با همکاری سابرینا کارپنتر         | سابرینا کارپنتر Brittany Amaradio کریستوفر کامستاک توماس اریکسن Joakim Haukaas مدیسون لاو                                                                                       | —                                                            | ۲۰۲۰   | [ ۴۱ ]        |
| "You're a Mean One, Mr. Grinch" (کاور)                | لیندزی استرلینگ با همکاری سابرینا کارپنتر    | دکتر زوس Albert Hague | Warmer in the Winter                                         | ۲۰۱۷   | [ ۴۲ ]        |
| «الان به من نیاز داری؟»                               | گرل این رد با همکاری سابرینا کارپنتر         | ماتیاس تیلز Marie Ulven سابرینا کارپنتر | دوباره انجامش می‌دم عزیزم!                                    | ۲۰۲۴   | [ ۴۳ ]        |
| «Your Love's Like»                                    | سابرینا کارپنتر                              | سابرینا کارپنتر Matthew Tishler Philip Bentley Lindsey Lee | چشم‌ها کاملاً باز                                              | ۲۰۱۵   | [ ۱۱ ]        |